# 阿爾泰米夫卡 (錫內利尼科韋區)
阿爾泰米夫卡（羅馬化：Artemivka）是烏克蘭的村落，位於該國中部第聶伯羅彼得羅夫斯克州，由錫內利尼科韋區負責管轄，分別距離克拉斯諾曉科韋2.5公里和杜博維基3公里，2001年人口197。